# Die Deutsche Wochenschau

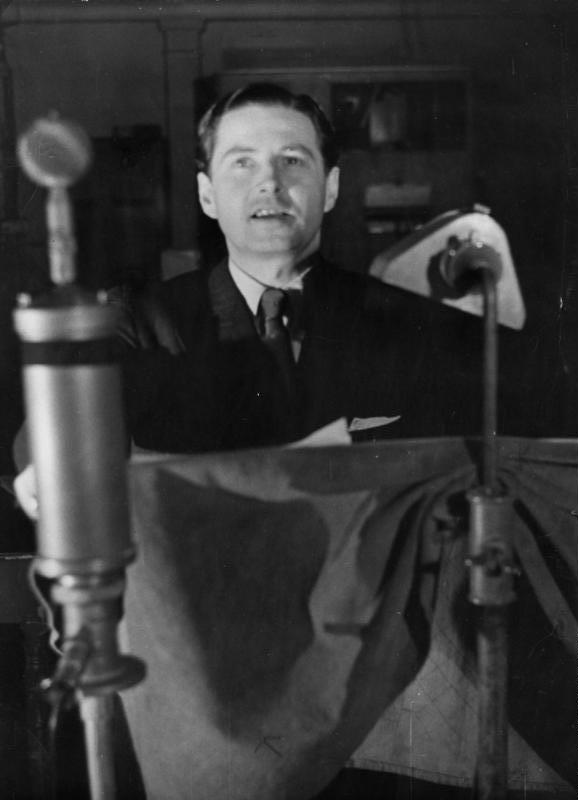
Voiceover týdeníku Harry Giese (1941)

Die Deutsche Wochenschau (doslova Německá týdenní revue) byl německý filmový týdeník v letech 1940 až 1945. Byl vysílán v kinech nacistického Německa, zpravidla mezi krátkým vzdělávacím filmem (Kulturfilm) a hlavním vysílaným filmem, a sloužil jako zpravodaj o aktuálním společenském, ale především válečném dění. Průběžně navazoval na předválečný týdeník UFA-Tonwoche. Jedním ze stěžejních cílů Wochenschau bylo rovněž šíření nacistické propagandy. Týdně bylo po celé Říši distribuováno zhruba 2000 kopií, přičemž existovaly ještě jazykové mutace pro spojenecké a neutrální státy a zajatecké tábory v zahraničí.

## Charakteristika
Filmový materiál Wochenschau byl z velké části pořizován válečnými zpravodaji na frontě (Propagandakompanie – PK). Tito zpravodajové spadali zpravidla pod Wehrmacht. Jako hlasatel týdeníku byl zaměstnán filmovými studii UFA Harry Giese, rozhlasový reportér a bývalý divadelní herec, který namluvil také propagandistický film Der ewige Jude (1940).
Šéfredaktorem Wochenschau byl nejprve Heinrich Roellenbleg a později, když Roellenbleg upadl v nemilost u ministra propagandy Josepha Goebbelse, se stal šéfredaktorem vojenský zpravodaj Fritz Dettmann. Hudbu tvořil filmový skladatel Franz R. Friedl. 
Wochenschau byla promítána po celém Německu před hlavním filmem vysílaným v kinech. Charakteristická byla vstupní melodie, která nejprve využívala sekvence z nacistické hymny Horst-Wessel-Lied, později, po napadení Sovětského svazu 22. června 1941, byla používána melodie Ference Liszta „Les Preludes“ v krátké a dlouhé verzi, lidově nazývána „Ruské fanfáry“ nebo „Wochenschau-Fanfaren“. Tato melodie je z celé série zřejmě nejznámější a poněkud neprávem představuje u problematiky neznalé veřejnosti synonymum pro nacistickou propagandu.
Zpravodajství Wochenschau bylo postupem času, když se válka obracela proti Německu, stále méně spolehlivé a propaganda se stávala stále agresivnější. Válečné zločiny německých ozbrojených sil nebyly pochopitelně zmiňovány vůbec nikdy. Naopak spojenecké operace nad územím Říše byly zveličovány a předkládány jako válečné zločiny.
Poslední díl Wochenschau byl uveřejněn na konci dubna 1945 v délce cca 4 minuty.